# شورای عالی نیروهای مسلح مصر

شورای عالی نیروهای مسلح (به عربی: المجلس الأعلى للقوات المسلحة‌) نهادی متشکل از ۲۱ فرمانده ارشد ارتش مصر است. در جریان انقلاب ۲۰۱۱ مصر پس از استعفای حسنی مبارک این شورا اختیارات رئیس‌جمهور را به دست آورده و به عالی‌ترین قدرت مصر تبدیل شد و این موقعیت را تا ۳۰ ژوئن ۲۰۱۲ که قدرت را به محمد مرسی رئیس جمهور جدید واگذار کرد در اختیار داشت.

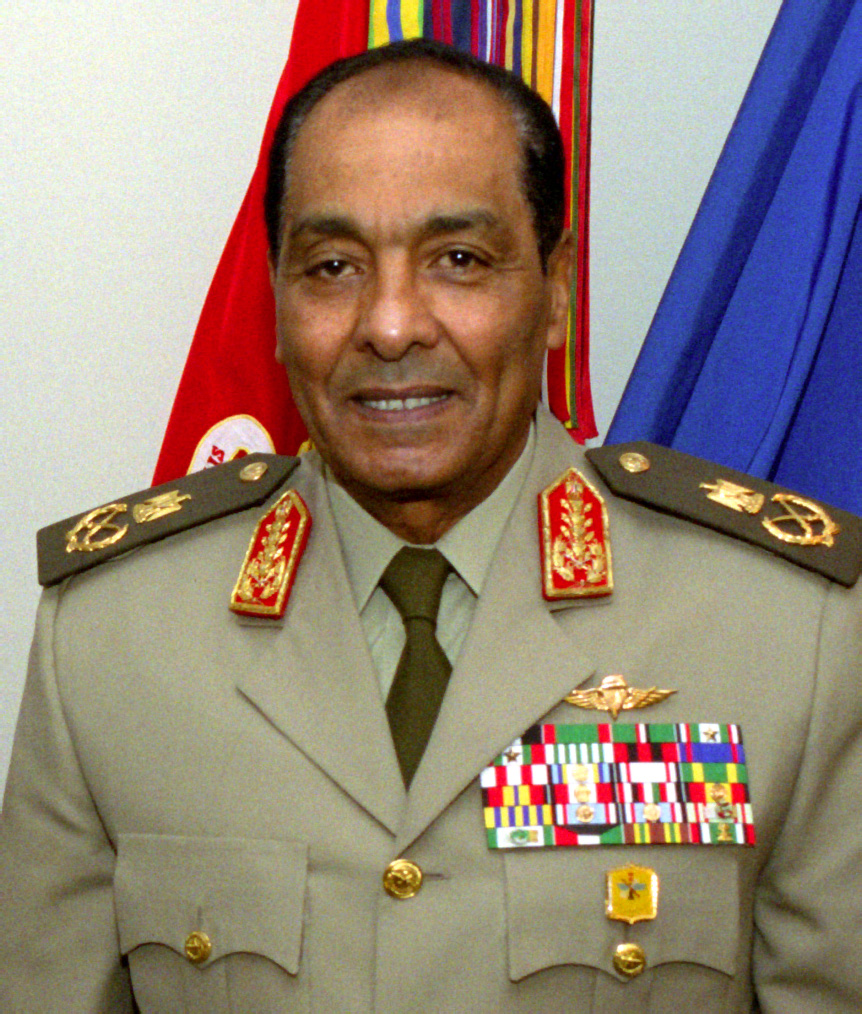
محمدحسین طنطاوی رئیس شورای عالی نیروهای مسلح

ریاست این شورا به طور طبیعی بر عهده رئیس‌جمهور است. ۱۰ فوریه سال ۲۰۱۱ اولین باری بود که این شورا بدون ریاست رئیس‌جمهور تشکیل شد و برای اولین بار یک بیانیه خبری را منتشر کرد. فردای آن روز حسنی مبارک از مقام خود استعفا داده و اختیاراتش را به این شورا واگذار کرد. محمدحسین طنطاوی فرمانده کل نیروهای مسلح مصر و وزیر دفاع کشور بعد از استعفای حسنی مبارک تا انتخاب محمد مرسی ریاست این شورا را در اختیار داشت. عبدالفتاح خلیل السیسی فرمانده نیروهای مسلح و وزیر دفاع و صدقی صبحی رئیس ستاد مشترک از دیگر اعضای مهم این شورا هستند.
انحلال پارلمان مصر و برگزاری انتخابات پارلمانی جدید در نوامبر ۲۰۱۱، تعلیق قانون اساسی و به همه‌پرسی گذاشتن قانون اساسی جدید در مارس ۲۰۱۱، قول برگزاری انتخابات آزاد ریاست‌جمهوری تا پایان سال میلادی و انتخاب ۱۵ فرماندار برای استان‌های مصر که ۱۱ نفر آن‌ها به تازگی به این پست رسیده‌اند از مهمترین فعالیت‌های شورای عالی نیروهای مسلح در طول حکومت چند ماهه خود بر مصر بوده‌است.

## منبع
- مشارکت‌کنندگان ویکی‌پدیا. «Supreme Council of the Armed Forces». در دانشنامهٔ ویکی‌پدیای انگلیسی، بازبینی‌شده در ۲۸ فوریه ۲۰۱۴.